# Muke (Amabi Oefeto Timur)
Muke is een bestuurslaag in het regentschap Kupang van de provincie Oost-Nusa Tenggara, Indonesië. Muke telt 1464 inwoners (volkstelling 2010).